# Макино (аэропорт)
Аэропорт острова Макино (англ. Mackinac Island Airport) — аэропорт на острове Макино (США, штат Мичиган). Расположен примерно в двух километрах от города Макино-Сити, единственного города острова. Аэропорт имеет одну асфальтовую взлётно-посадочную полосу длиной 1067 метров и шириной 23 метра.

## Авиакомпании и пункты назначения
- Great Lakes Air — выполняет чартерные полёты в региональный аэропорт Пеллстон (Pellston Regional Airport) и аэропорт округа Макинак (Mackinac County Airport расположен в городе Сент-Игнас).

## Транспортная инфраструктура
Рядом с аэропортом проходит кольцевая дорога М-185, которая опоясывает весь остров по периметру. На острове запрещён любой моторизированный транспорт (кроме транспорта экстренных служб, а зимой также снегоходов), в качестве альтернативы на острове используются велосипеды и конные повозки. В аэропорту есть парковка для велосипедов.